# Mesalina adramitana
Espèce
Synonymes
- Eremias adramitana Boulenger, 1917

Statut de conservation UICN

 LC  : Préoccupation mineure
Mesalina adramitana est une espèce de sauriens de la famille des Lacertidae.

## Répartition
Cette espèce se rencontre en Arabie saoudite, au Yémen, en Oman et aux Émirats arabes unis.

## Publication originale
- Boulenger, 1917 : Descriptions of new lizards of the family Lacertidae. Annals and Magazine of Natural History, ser. 8, vol. 19, p. 277-279 (texte intégral).